# Špíškova vila
Špíškova vila v Praze je funkcionalistická stavba, která vznikla v roce 1933 podle návrhu architekta Ladislava Machoně pro stavebníka Ferdinanda Špíška, sekčního šéfa Ministerstva školství. Dům postavila firma V. Nekvasil.
Vila stojí v ulici Na Babě č. 11, čp. 1777 katastrálního území Praha 6 – Dejvice (Osada Baba).

## Historie
Stavba vznikla jako součást projektu moderního bydlení Osada Baba v Praze na pozemku mezi kostelem sv. Matěje a zříceninou Baba. Úpravou urbanistického plánu byl pověřen architekt Pavel Janák; vilová čtvrť Baba byla v roce 1993 prohlášena městskou památkovou zónou.

## Popis stavby
V rámci Osady Baba patří dům mezi prostorově větší, hloubka zastavění je 11 m. Jedná se o železobetonový skelet obdélníkového půdorysu o třech nadzemních a jednom podzemním podlaží, s plochou střechou, dvěma terasami a balkonem. Stavba je orientována ve východozápadní ose na mírně svažitém pozemku o rozloze 948 m² se zahradou obrácenou na jih. V severním traktu budovy jsou garáž, schodiště a kuchyně, v jižní části je jídelna a obývací pokoj, z obývacího pokoje je přes terasu přístup na zahradu. V suterénu byl byt pro správce, u kuchyně byl pokoj pro hospodyni. V patře byly ložnice a pánský pokoj s terasou s podobným členěním, jako v přízemí.

## Stavitel
Stavitelem domu byl Ferdinand Špíšek (1877 Komňa – 1970 Nezdenice). Vystudoval v Praze, Ženevě a v Paříži na Sorboně. Za první republiky byl sekčním šéfem ministerstva školství. Od roku 1923 vydával měsíčník pro středoškolskou mládež Le Petit Journal de Prague. Po roce 1948 emigroval, majitelem vily byl ale až do konce 60. let, kdy dům prodal státu.

## Přestavby
Vila byla původně využívána k rodinnému bydlení. Od konce 60. let bylo majitelem domu Ministerstvo vnitra ČSR, kterému vila sloužila jako rezidence pro zahraniční návštěvy. Během této doby došlo k nevhodným zásahům do původní stavby z hlediska architektonického i technického (zateplení), což mělo nepříznivý vliv zejména na interiéry objektu. Byla zredukována rozmanitost oken, která byla vyměněna za plastová. Vstup s přístřeškem byla zcela změněny, zazděno bylo francouzské okno, které osvětlovalo schodiště vedoucí do suterénu.

## Současnost
Od roku 2012 patří objekt Generální inspekci bezpečnostních sborů, na kterou byl převeden Zařízením služeb pro Ministerstvo vnitra ČR na základě zákona z roku 2011. GIBS hodlá budovu nadále využívat jako ubytovací zařízení s tím, že stav objektu bude řešen se stavebním úřadem i s památkáři a nezbytné opravy budou zahájeny v roce 2014.

### Galerie

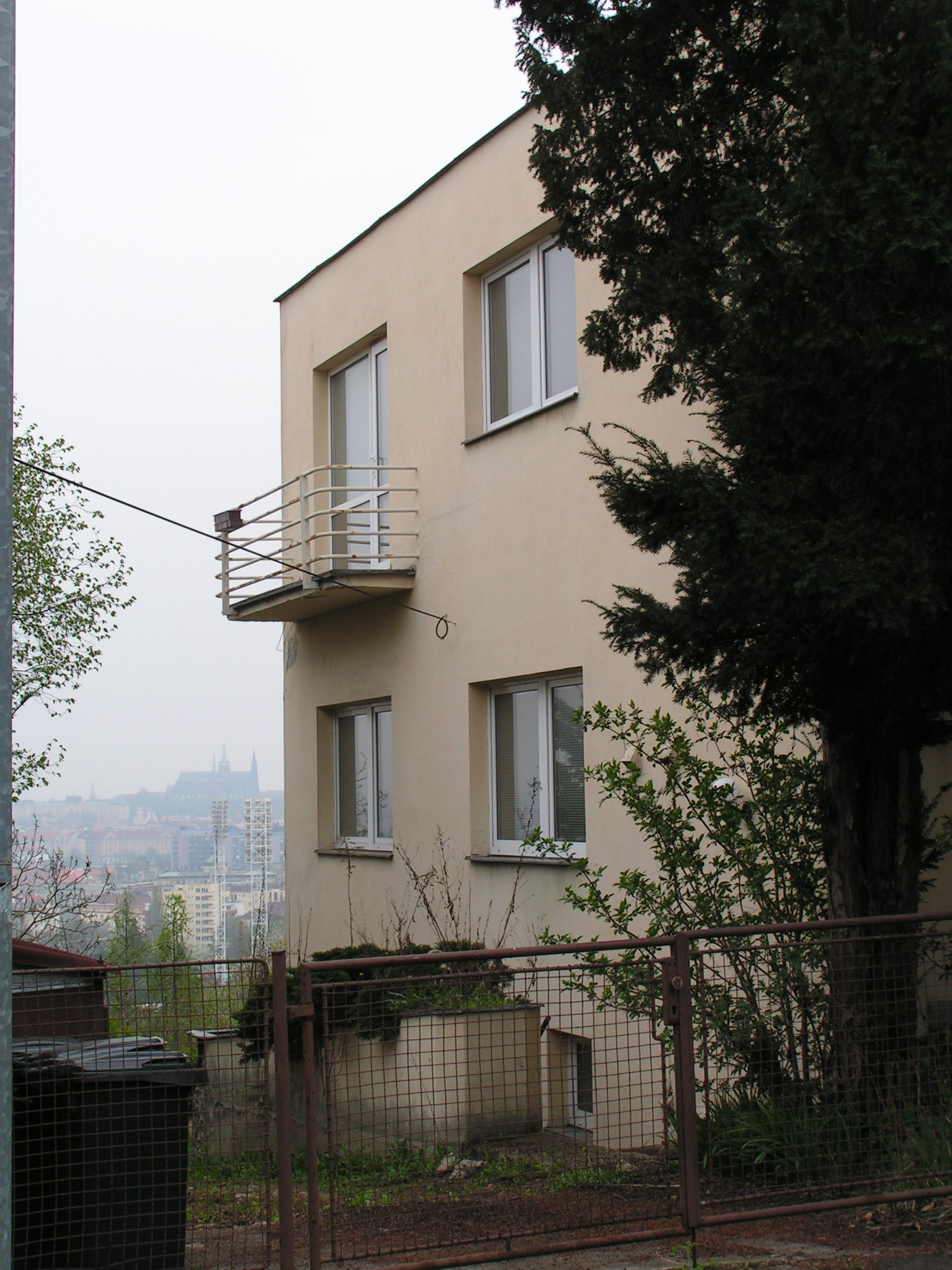
Pohled od východu
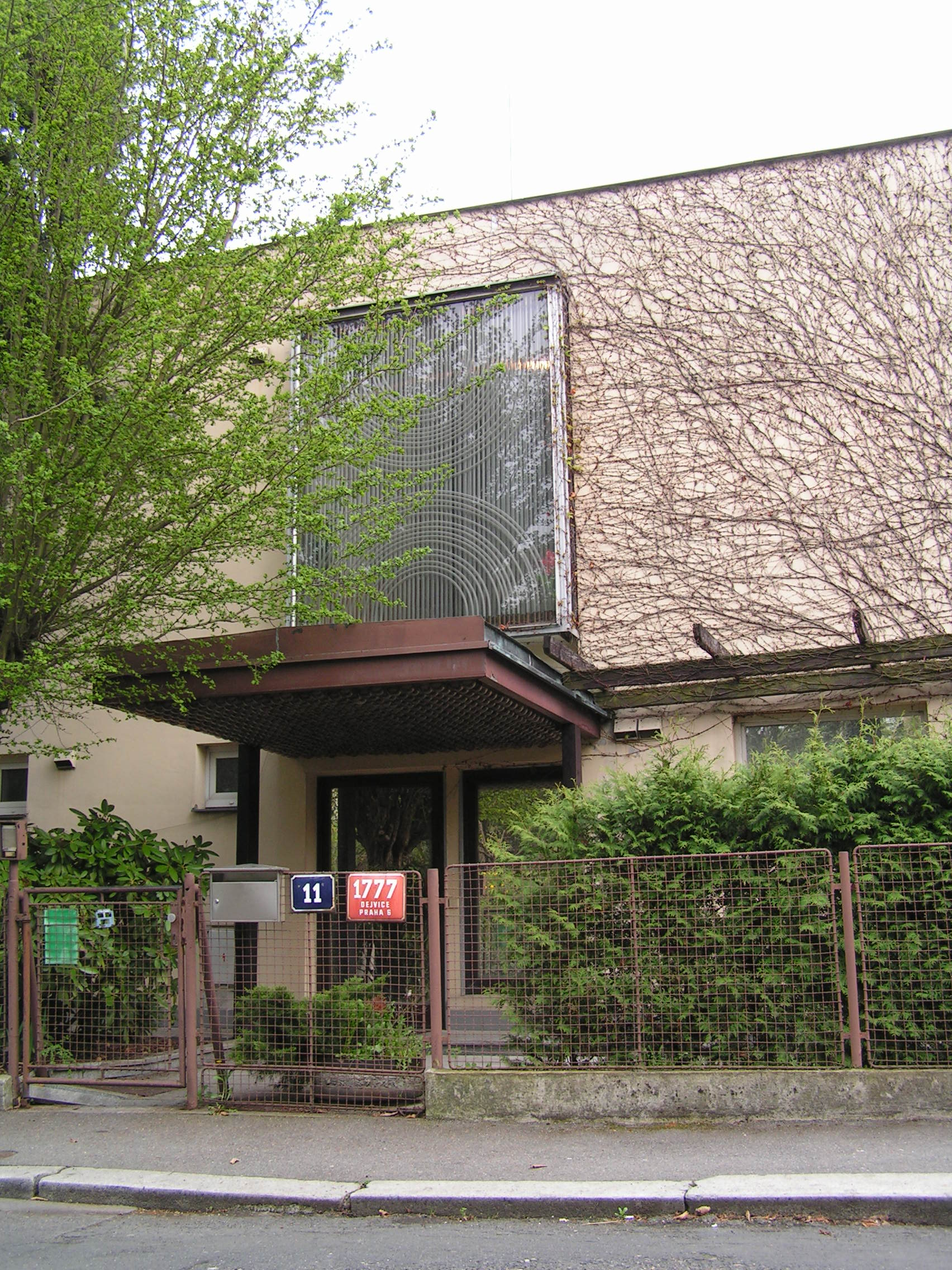
Hlavní vchod (severní průčelí)
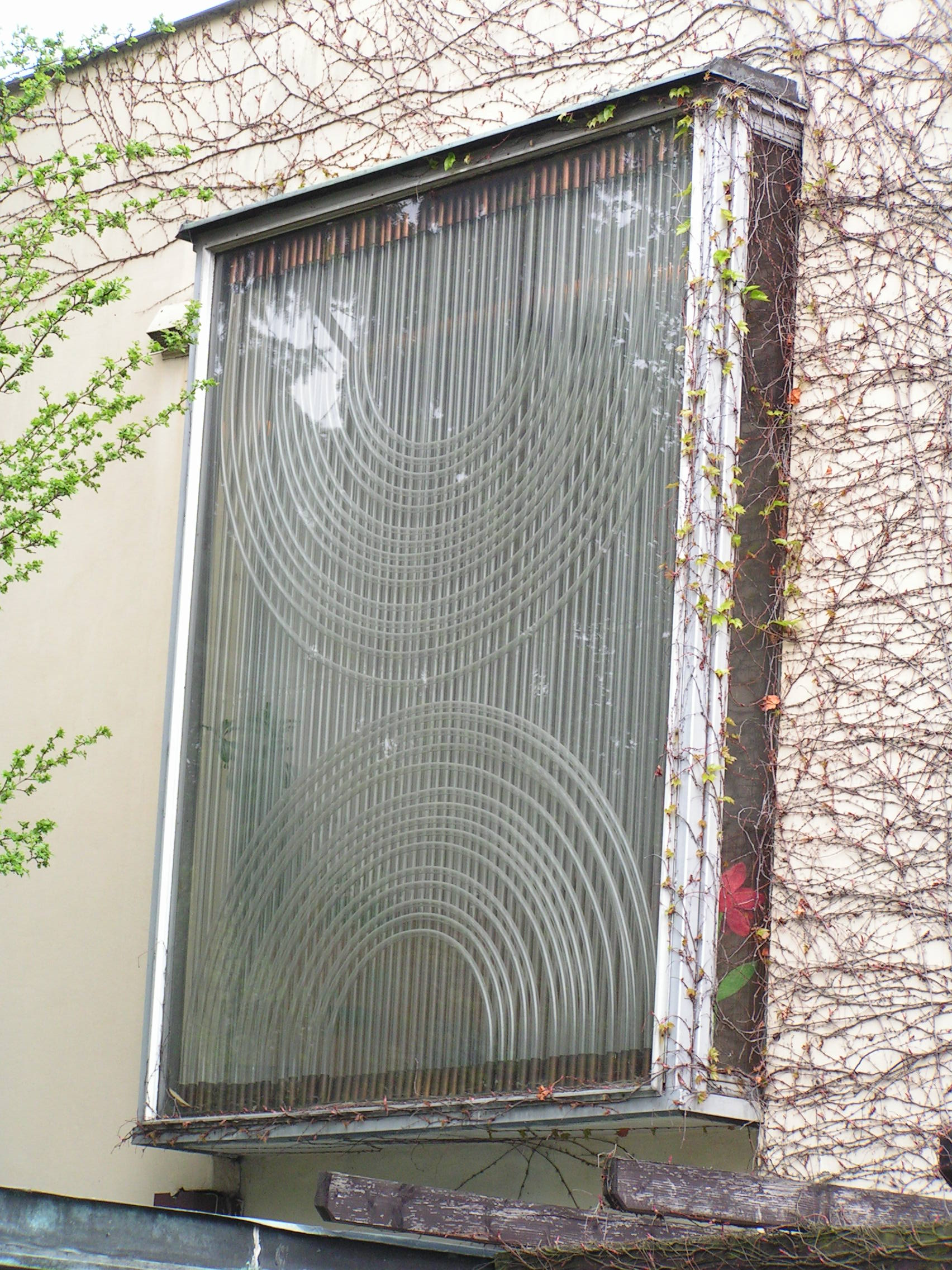
Detail okna nad vchodem